# ريو شيمازاكي
ريو شيمازاكي (باليابانية: 島崎竜) هو لاعب كرة قدم ياباني، ولد في 19 أبريل 1997 في كاواساكي في اليابان.